# Бустинса Кабала, Леонор
Леонор Бустинса Кабала  (род. 1952 год) — ректор Перуанского университета «UNION» (2002-2009). Кандидат философских наук, кандидат технических наук. Выпускник Университета дружбы народов им. П. Лумумбы.

## Биография
Леонор Бустинса Кабала родилась в 1952 году. В 1978 году в Москве окончила сельскохозяйственный факультет Университета дружбы народов им. Патриса Лумумбы по специальности «инженер-агроном». Продолжила образование также в Москве в аспирантуре Технологической академии. В 2000 году защитила кандидатскую диссертацию на тему: «Биохимическая характеристика культуры кинуа Chenopodium guinoa Willd и ее промышленное использование».  Область ее научных интересов – изучение процессов брожения молочных продуктов, разработка технологии безотходной переработки  зерновой культуры Киноа, получение из него белковой пасты, крахмала, растительного масла и др.
В магистратуре Национального университета Федерико Вильяреаль окончила магистратуру, кандидат философских наук.
В разное время работала по специальности агронома: начальник лаборатории исследования воды и почв на экспериментальной сельскохозяйственной станции Пино Министерства сельского хозяйства Перу (1981-1987).
В последующем работала в области образования и на административной работе: преподаватель Перуанского Университета «Union» (1988-1992),  декан факультета пищевых наук (1993-1997), декан инженерного факультета (1998-2001), ректор Перуанского Университета «Union» (2002 — 2009).
С 2009 году Леонор Бустинса Кабала — проректор Перуанского Университета «Union» (Universidad Peruana Unión), второго по величине из десяти университетов адвентистов седьмого дня в Южной Америке; руководитель филиала в гор. Хулиака; президент комиссии по признанию дипломов и научных степеней Национальной ассамблеи ректоров.

## Труды
Леонор Бустинса Кабала — автор монографии, посвященной современным проблемам в пищевой промышленности (2000), учебника для ВУЗов по использованию почв (2005).

## Семейное положение
Леонор Бустинса Кабала замужем, имеет двоих детей.